# 氷河地形
氷河地形（ひょうがちけい、英語: glacial landforms）は、氷河が侵食（氷食）・堆積作用を行うことで形成された、氷河の下部の地形のことである。氷河氷が上部の氷による荷重によって部分的に融解したり結晶がルーズになったりしてすべりやすくなることで、上部の氷全体が板状に移動する氷の流れが発生する。この運動は、流れはおそいがその侵食力は大きく、氷の下や側面の岩盤が削りとられて運搬された岩屑によりさまざまな特徴のある堆積物や地形を形成する。このように氷河地形は、侵食地形や堆積物によって過去の氷河について証言してくれるものである。

## 侵食作用による地形
a 圏谷
圏谷とは、山地の屋根近くの谷頭に形成された安楽椅子状にくぼんだ谷地形で圏谷氷河の侵食でつくられたものである。典型的な圏谷では、谷頭と側方の急斜面は一般に崩壊し、谷底は氷河によって滑らかにけずられて盆地状をなし、盆地の出口には弓なりに延びる堤防状のモレーンや岩盤のしきいがある。日本では圏谷よりもドイツ語のカール（Kar）がよく使われる。1902年、当時の東京大学地理学教室の創設者である山崎直方が飛騨山脈北部にカールを発見したことが、この言葉の普及の原因になったようである（山崎カール）。
b トラフ谷（U字谷）
トラフは細長い箱、ふね、細長い窪地を意味し、谷氷河の侵食によってできた谷地形である。横断面がU字に近いことからU字谷ともよばれる。河川がつくるV字谷とはちがい、幅ひろい谷底と急傾斜の谷壁よりなることが特徴である。トラフ谷は3つのタイプに分けられ、(1) 山地にある氷河発生前の河谷に谷氷河が流れてつくられたもので、谷頭はしばしば圏谷に終わるもの。(2) アイスランド型とよばれ、氷冠や氷床の縁辺部が山地の稜線の低いところをしきいとして氷が塧れ出すとそこにできるもので、塧流氷河谷やフィヨルドはこの典型的な例である。最後は (3) 全通谷（スルー・ヴァレー）と呼び、トラフ谷が山脈を貫通していて、現在はたがいに反対方向に流れる2つの河の源流部をなしている。日本のトラフ谷は、北アルプスの槍沢が上記 (1) の谷氷河によって形成されたといわれている。
c 流線型の突起
氷食谷底や氷床や氷冠におおわれていた岩盤上には、圏谷やトラフ谷にくらべはるかに小規模な氷食地形がみられる。氷河の流動方向に対し、上流側が丸みを帯び傾斜がゆるく、下流側に先細り傾斜が急で、しばしば氷河によって岩塊がもぎとられ凹凸になっており、このような特質から氷河の流れを知ることができる。また、群をなしていることが多い。羊背岩（羊群岩ともいう）とよばれるものはこの種の地形の一つで、節理の発達したゆか岩の表面に現れる流線型の地形で表面に氷河に取り込まれた岩屑による引っ掻き傷（擦痕）が残されている。

## 堆積作用による地形
a 氷堆積（モレーン）
氷堆積（モレーン）は、氷河によって削りとられた漂礫土（テイル）または氷礫土などとよばれる岩屑がつくる地形である。氷河堆積物のうちで、過去の氷河の挙動を探るためにもっとも重要なものは氷堆積である。氷河はその底や側壁の接触面から岩石を掻き取ったり（プラッキング）、氷河におおわれていない側壁上部やヌナタクから転落する大小の岩屑を乗せて下流に運ぶ。側壁から転落した岩屑は氷河の両岸に列をなして堆積し、側堆積（ラテラルモレーン）とよばれる。この岩屑は徐々に下流に移動し、二つの氷河が合流すると片側の岩屑は氷河の中央に出るので、主谷の氷河上には合流する支谷の氷河の数にみあった岩屑の縞模様ができることになる。
氷河の末端では、氷河の前進量と消耗量が釣り合うと氷河の前進は止まり、末端部には氷体に取り込まれていた岩屑や氷河の表面に押し出された岩屑が堆積する。これを終堆積、端堆積（末端モレーン）という。終堆積からは、氷河の拡大した範囲を知ることができる。
b エスカー
エスカーは、長い堤防状の地形で、氷河中のトンネル状水路に淘汰のよい成層した砂や礫が堆積し、氷河がとけ去ったあと、長い丘となって残る。丘の高さは20～30m、長さは数kmにも達する。エスカーの延びの方向は、ほぼ氷河の流れの方向を示している。
c 氷縞粘土（ヴァーヴ）
氷縞粘土とは、氷床の末端にできた氷河湖の堆積物である。一枚の年層は、ほぼ数ミリの厚さを有する。氷河湖は、氷床の後退にともないつぎつぎと新しく形成され、古いものは消滅していく。スウェーデンでは、氷縞粘土の花粉分析から、氷床が後退するにつれ、草原から森林へと移りかわる植生の変化が明らかにされている。

## 関連資料
発行年準備
- 『山岳』第53巻、東京：日本山岳会、1959年7月。doi:10.11501/6064991。国立国会図書館デジタルコレクション、館内公開。
  - 松下進「絵画・写真 スワート・コヒスタンのU字谷」p30-30 (コマ番号0022.jp2)
  - 松下進「絵画・写真 スワート・コヒスタンの山とカールと段丘の扇状地」p30-30 (コマ番号0022.jp2)
- 小野有五「1 槍・穂高連峰（氷河期への旅；消えたアレート；氷壁の自然誌；不思議な谷　ほか）」『神々のみた氷河期への旅 : 空からみる北アルプス自然誌』大森弘一郎 写真、丸善、1991年。全国書誌番号:91068427。
- 高木誠『氷河の消えた山 : 梓川源流で時を刻む大地と生命 : 高木誠写真集』東京新聞出版部、2010年。全国書誌番号:21733216。
  - 「氷河の記憶」
  - 「カールを彩る生命」
  - 「源流の氷食谷」
- 白籏史朗『圏谷のシンフォニー : 北アルプス・穂高涸沢』山と溪谷社、2010年。全国書誌番号:21843985。